# Shawty
Shawty è il singolo di debutto del rapper statunitense Plies, pubblicato il 10 luglio 2007 come primo estratto dall'album in studio The Real Testament. La canzone presenta la collaborazione del rapper T-Pain ed è prodotta da Drumma Boy ed Ensayne. Il brano campiona Fantasy degli Earth, Wind & Fire.
Esso ha raggiunto la nona posizione della Billboard Hot 100, diventando il primo brano  di Flies e il quinto di T-Pain ad arrivare in top 10.

## Remix
Per il brano sono stati pubblicati due remix ufficiale: il primo presenta la collaborazione di Trey Songz e Pleasure del gruppo Pretty Ricky; mentre il secondo è con Webbie ed è contenuto nel mixtape Dj Smallz: The Best Thing Smokin' Vol. 2 (We Still' Smokin'). 
Altri remix non ufficiali hanno visto la partecipazione di numerosi artisti dello stato federale della Louisiana.

## Video musicale
Per il brano è stato realizzato un video musicale, il quale include i cameo di Rick Ross, Rich Boy, Edgerrin James e Jevon Kearse.

## Classifiche

### Classifiche settimanali
| Classifica (2007) | Posizione massima |
| ----------------- | ----------------- |
| Nuova Zelanda     | 10                |
| Stati Uniti       | 9                 |

### Classifiche di fine anno
| Classifica (2007) | Posizione |
| ----------------- | --------- |
| Stati Uniti       | 60        |